# Stopplaats Roodehaan
Station Roodehaan is een voormalige halte aan de spoorlijn Groningen-Weiwerd . Het station werd geopend op 1 juli 1929 en gesloten op 5 mei 1941.
De buurtschap Roodehaan had geen stationsgebouw, maar een halte boven aan de brug over het Winschoterdiep. Bij de brug stond een brugwachterswoning die in in 1995 is gesloopt. Deze woning was ongeveer in dezelfde stijl gebouwd als de stations langs de spoorlijn.
0: Groningen ·
5: Roodehaan ·
7: Engelbert ·
9: Bieleveldslaan ·
10: Harkstede-Scharmer ·
15: Kolham ·
17: Froombosch ·
19: 's Gravenschans ·
20: Slochteren ·
22: Wijgchelsheim ·
23: Schildwolde-Hellum ·
25: Zandelaan ·
26: Siddeburen ·
27: Leentjerweg ·
32: Tjugchem-Meedhuizen ·
37: Weiwerd